# The Sentinel (Computerspiel)
The Sentinel ist ein surreales Computerspiel aus dem Jahr 1986. Es ist eine Mischung aus Schach und Puzzle und wurde von Geoff Crammond entwickelt. Das Spiel erschien für alle gängigen Systeme der damaligen Zeit (zunächst von Firebird für den Commodore 64) und erhielt positive Kritiken. 1998 erschien mit Sentinel Returns von Psygnosis ein Nachfolger für PlayStation und Windows-PC.

## Spielablauf
Das Spiel besteht aus 10.000 Ebenen, die wie ein Schachbrett aufgebaut sind, allerdings liegen die Felder auf unterschiedlichen Höhen. Ziel des Spieles ist es, den Sentinel jeder Ebene zu besiegen und dadurch zur nächsten Ebene zu gelangen. Die eigene Spielfigur ist ein Roboter, der auf einem Feld innerhalb des Schachbrettes steht. Der eigene Roboter hat drei oder mehr Energiepunkte. Der Sentinel steht innerhalb einer Ebene auf dem am höchsten gelegenen Feld, dreht sich langsam um seine eigene Achse und sieht so in einem Zeitraum von ca. einer Minute über die gesamte Ebene. Sieht er hierbei auf ein Feld mit einem Objekt, das mehr als einen Energiepunkt aufweist, so entzieht er dem Objekt Energie und schafft gleichzeitig auf einem anderen Feld ein neues Objekt (einen Baum) mit einem Energiewert von Eins. Der Sentinel entzieht demnach dem Roboter Energiepunkte und schafft auf anderen Feldern neue Bäume (jeweils einen pro entzogenem Energiewert des Roboters). Ein Podest wandelt er in einen Baum um und schafft gleichzeitig auf einem anderen Feld einen neuen Baum.
Der Spieler kann im Spielverlauf Energiepunkte sammeln, indem er Objekte wie z. B. einen Baum oder ein Podest absorbiert und damit die entsprechende Anzahl Energiepunkte seinem Roboter hinzufügt. Der eigene Roboter kann von seinem Standpunkt aus nur auf Felder einwirken, die er von oben einsehen kann.
Neben dem Sentinel kann es in einer Ebene noch mehrere Wächter geben. Die Wächter führen die gleiche Rolle wie der Sentinel aus, jedoch muss der Spieler den Sentinel besiegen, um das Spiel zu gewinnen.

## Spielfiguren und Spielobjekte
| Roboter (eigene Spielfigur) | 3 Energiepunkte |
| Podest                      | 2 Energiepunkte |
| Baum                        | 1 Energiepunkt  |
| Wächter                     | 3 Energiepunkte |
| Sentinel                    | 4 Energiepunkte |

## Spielstrategie
Der Spieler kann wie folgt gegen den Sentinel gewinnen:
- Mit den eigenen Energiepunkten muss er auf einem anderen Feld ein Podest erschaffen. Anschließend kann er einen weiteren Roboter (neben seinem gerade aktiven Roboter) auf dem Podest errichten. Für beide Aktionen muss er eine entsprechende Anzahl Energiepunkte einsetzen.
- Nun kann sich der Spieler in den neuen Roboter transferieren und seinen bisherigen Roboter absorbieren. Dabei nimmt er wieder die entsprechende Anzahl Energiepunkte auf.
- Der Spieler bzw. dessen Roboter steht nun höher und kann nun mehr Felder von oben einsehen und damit auf diese Felder einwirken. So kann er auf Felder, die er von seinem niedrigeren Standort bisher noch nicht einsehen konnte, einwirken und Objekte auf diesen erschaffen.
- Diese Aktionen wiederholen sich solange, bis der Spieler mit seinem Roboter das Feld des Sentinels einsehen und diesen absorbieren kann. Abschließend muss er sich noch ein letztes Mal mit seinem Roboter auf das Feld des ehemaligen Sentinels transferieren und sich in eine der nächsten Ebenen „warpen“.
- Pro Energiepunkt, den der Roboter zu diesem Zeitpunkt hat, springt der Spieler eine Ebene weiter. Ist der Spieler z. B. in Ebene 15 und hat zum Zeitpunkt des Warpens 12 Energiepunkte, so springt er direkt zu Ebene 27.
- Der Spieler erhält nun einen Eintrittscode für die Ebene und kann beim nächsten Spiel direkt in dieser Ebene starten.

Der Spieler verliert gegen den Sentinel, wenn dieser sein Feld einsehen kann und den Energiewert des Feldes auf Eins reduzieren will. Der Roboter des Spielers verliert dadurch einen Energiepunkt nach dem anderen. Wenn die Energiepunkte des Roboters auf weniger als drei gesunken sind, hat der Sentinel gewonnen und das Spiel ist zu Ende.

## Optische Spieldarstellung
Der Spieler schaut aus Sicht des Roboters auf die 3D-Ebene, welche wie eine kleine Gebirgslandschaft aussieht. Aus den unteren Feldern innerhalb einer Ebene ist die Sicht eingeschränkt und die Orientierung erschwert. Im Spielverlauf arbeitet sich der Spieler auf höher gelegene Felder innerhalb der Ebene und gewinnt dadurch einen immer besseren Überblick.